# Bjarne Stroustrup

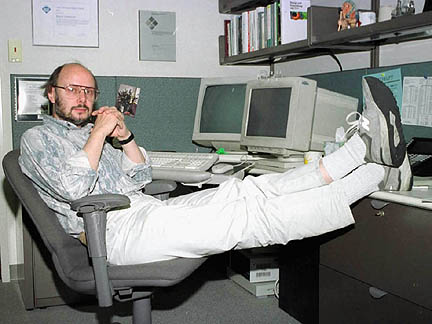
Bjarne Stroustrup

Bjarne Stroustrup (Aarhus, 11 juni 1950) is een Deense informaticus die als hoogleraar informatica werkt aan de Texas A&M University. Hij ontwikkelde de programmeertaal C++.

## Loopbaan
Stroustrup studeerde informatica aan de Universiteit van Århus, waar hij in 1975 zijn candidatus scientia (zijn master) behaalde. Vervolgens was hij werkzaam aan de Universiteit van Cambridge, waar hij in 1979 promoveerde.
Vervolgens begon hij als hoofd van de nieuw opgerichte afdeling Large-scale Programming Research van AT&T Bell Labs. Daar bleef hij werken tot 2002, toen hij de overstap maakte naar Texas A&M.

## Stroustrup en C++
Rond 1985 publiceerde Stroustrup de eerste editie van The C++ Programming Language, waarin hij de programmeertaal C++ introduceerde. Deze taal was een object-georiënteerde uitbreiding op C, bedoeld om deze taal toe te rusten voor de toekomst.
Stroustrup heeft, in zijn eigen woorden,
de taal C++ ontworpen, zijn eerste definities opgesteld en zijn eerste implementatie gegeven... de ontwerpcriteria voor C++ gekozen en opgesteld, al zijn voornaamste toerustingen ontworpen, en was verantwoordelijk voor het verwerken van alle voorstellen van de standaardisatie commissie voor C++.
C++ werd op 14 november 1997 tot een ISO-standaard verheven. Hoewel niet het officiële document dat de standaard vastlegt, beschrijft de derde uitgave van Stroustrups The C++ Programming Language deze standaard wel tot in detail.

## Prijzen en toekenningen
- 1990 - Opgenomen in de lijst "America's twelve top young scientists" van Fortune Magazine.
- 1993 - ACM (Association for Computing Machinery) Grace Murray Hopper Award voor zijn vroege werk aan C++.
- 1995 - Byte magazine noemt Stroustrup een van de 20 meest invloedrijke mensen in de ICT-branche.
- 1996 - Stroustrup aangesteld als AT&T Fellow: "For fundamental contributions to the development of computer languages and object-oriented programming, culminating in the C++ programming language."
- 1998 - Stroustrup weer aangesteld als ACM Fellow: "For his early work laying the foundations for the C++ programming language. Based on the foundations and Dr. Stroustrup's continuing efforts, C++ has become one of the most influential programming languages in the history of computing".
- 2004 - National Academy of Engineering, 2004
- 2004 - IEEE Computer Society 2004 Computer Entrepreneur Award

## Publicaties
- The C++ Programming Language
Bjarne Stroustrup
Addison-Wesley Pub Co
3rd edition (February 15, 2000)
ISBN 0201700735
- The Design and Evolution of C++
Bjarne Stroustrup
Addison-Wesley Pub Co
1st edition (March 29, 1994)
ISBN 0201543303
- The Annotated C++ Reference Manual
Margaret A. Ellis & Bjarne Stroustrup
Addison-Wesley Pub Co
(January 1, 1990)
ISBN 0201514591

## Citaten
- Met C is het gemakkelijk jezelf in de voet te schieten. Met C++ is dat moeilijker, maar als het je dan toch lukt, ben je ook je hele been kwijt.
- (vervolg op vorige uitspraak) Ja, dat klopt, ik heb zoiets gezegd. Wat de meeste mensen in de regel vergeten te bedenken is, dat datgene wat ik over C++ gezegd heb, voor iedere, bruikbare programmeertaal in meerdere of mindere mate geldt.
- Ik heb altijd de wens gekoesterd, dat mijn computer net zo makkelijk te bedienen zou zijn als mijn telefoon. Mijn wens werd bewaarheid. Nu weet ik alleen niet meer hoe mijn telefoon werkt.